# Aníbal Pinto
Aníbal Pinto Garmendia (ur. 15 marca 1825 roku w Santiago, zm. 9 czerwca 1884 w Valparaiso) – adwokat i polityk chilijski, prezydent kraju w latach 1876–1881. 
Był synem prezydenta Francisco Antonia Pinto Diaza i Luisy Garmendia Alurralde. Pobierał nauki w Kolegium Argentyńskim w Santiago, następnie zaś studiował w stołecznym Instytucie Narodowym pod kierunkiem Andresa Bello. W latach 1845–1851 był sekretarzem poselstwa chilijskiego przy Stolicy Apostolskiej, powróciwszy do kraju ożenił się z Delfiną de la Cruz Zuñartu (jedyną córką generała José María de la Cruz Prieto) i oddał się gospodarowaniu na hacjendzie oraz redagowaniu czasopism opozycyjnych wobec rządów prezydenta Manuela Montta. Między 1852 a 1876 rokiem czterokrotnie pełnił funkcję deputowanego będąc jednocześnie w latach 1862–1871 burmistrzem Concepcion. W 1871 roku został ministrem wojny i marynarki w administracji Federico Errázuriz Zañartu. Pięć lat później został kandydatem nacjonalistów i liberałów w wyborach prezydenckich, jego kontrkandydatem był Benjamin Vicuña Mackenna popierany przez konserwatystów i liberalnych demokratów. Anibal Pinto wygrał wybory zyskując 293 spośród 307 głosów elektorskich. Urząd objął 18 września 1876 roku. W tym czasie Chile przeżywało największy kryzys ekonomiczny XIX wieku, pogłębiony przez katastrofalne trzęsienie ziemi z 9 maja 1877 roku. Był to również okres napięć w relacjach z Kościołem katolickim. Najważniejszym wydarzeniem jego prezydentury był wybuch wojny saletrzanej 5 marca 1879 roku. Pinto zamierzał mianować Patricio Lyncha naczelnym wodzem wojsk chilijskich, nominacja ta nie doszła jednak do skutku w następstwie oporu kół wojskowych. Z pomocą ministra spraw zagranicznych Domingo Santa María udało mu się zapewnić neutralność Argentyny w toczącym się konflikcie poprzez cesję na jej rzecz części Patagonii. Wojska chilijskie odniosły zwycięstwo zajmując stolicę Peru - Limę. Anibal Pinto ustąpił po upływie kadencji 18 września 1881 roku, zastąpił go wspomniany już Domingo Santa María. 
Pinto wycofał się z życia publicznego, zajmując się prowadzeniem interesów i pracą społeczną jako prezes straży pożarnej w Santiago. Zmarł 9 czerwca 1884 roku w wieku 59 lat.